# Vieirinha
Adelino André Vieira Freitas (mer känd som Vieirinha), född 24 januari 1986 i Guimarães, Portugal, är en portugisisk fotbollsspelare som spelar för grekiska PAOK. Han började sin karriär som ungdomsspelare i Vitória de Guimarães. Han har även spelat för bland annat FC Porto.
Vieirinha har spelat 17 matcher för Portugals U21-landslag och över 20 matcher för Portugals herrlandslag.

## Meriter

### Klubblag
Porto
- Primeira Liga: 2006–07
- Supertaça Cândido de Oliveira: 2006

VfL Wolfsburg
- DFB-Pokal: 2014–15
- DFL-Supercup: 2015

### Internationellt
Portugal U17
- U17-EM: 2003